# كياك

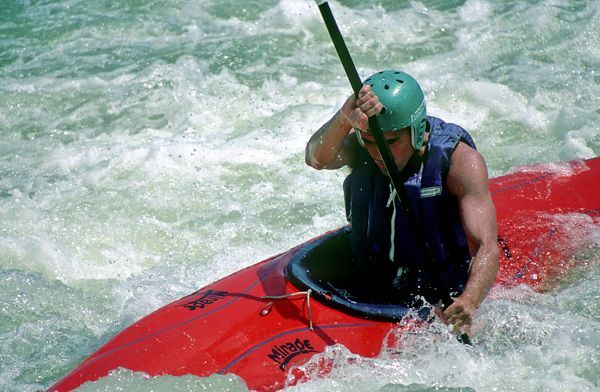
راكب قايق

القَايَقُ (بالإنكتتوتية: ᖃᔭᖅ، قَيَقْ) أو الكَيّاك أو هو نوع من القوارب الصغيرة أحادية الراكب يكون مدعم بمجذاف ثنائي. الأسكيمو هم أول من استخدم هذه القوارب، واليوم تستخدم في المنافسات الرياضية.